# Élections législatives belges de 1961
Les élections législatives du 26 mars 1961 permirent de renouveler la Chambre des représentants de Belgique ainsi que le Sénat.

## Résultats

### Chambre des représentants
| Parti                    | Parti                  | Voix      | %    | Sièges | +/– |
| ------------------------ | ---------------------- | --------- | ---- | ------ | --- |
|                          | PSC-CVP                | 2 182 642 | 41,5 | 96     | –8  |
|                          | PSB-BSP                | 1 933 424 | 36,7 | 84     | 0   |
|                          | PL-LP                  | 649 376   | 12,3 | 20     | -1  |
|                          | VU                     | 182 407   | 3,5  | 5      | +4  |
|                          | PCB-KPB                | 162 238   | 3,1  | 5      | +3  |
|                          | Rassemblement national | 119 885   | 2,3  | 1      | +1  |
|                          | Indépendants           | 119 885   | 2,3  | 1      | +1  |
|                          | Autres partis          | 119 885   | 2,3  | 0      | 0   |
|                          | Blancs et non valides  | 308 836   | –    | –      | –   |
|                          | Total                  | 5 573 861 | 100  | 212    | 0   |
| Source : Nohlen & Stöver |                        |           |      |        |     |

### Sénat
| Parti                   | Parti                 | Voix      | %    | Sièges | +/– |
| ----------------------- | --------------------- | --------- | ---- | ------ | --- |
|                         | PSC-CVP               | 2 200 323 | 42,1 | 47     | –6  |
|                         | PSB-BSP               | 1 924 605 | 36,8 | 45     | +5  |
|                         | PL-LP                 | 637 922   | 12,2 | 11     | +1  |
|                         | PCB-KPB               | 163 576   | 3,1  | 1      | 0   |
|                         | VU                    | 159 096   | 3,0  | 2      | +2  |
|                         | Autres partis         | 138 985   | 2,7  | 0      | -2  |
|                         | Blancs et non valides | 349 475   | –    | –      | –   |
|                         | Total                 | 5 573 982 | 100  | 106    | 0   |
| Source: Nohlen & Stöver |                       |           |      |        |     |